# Sicalis uropigyalis
A Sicalis uropigyalis a madarak osztályának verébalakúak (Passeriformes) rendjébe és a tangarafélék (Thraupidae) családjába tartozó faj.

## Rendszerezése
A fajt Alcide d’Orbigny és Frédéric de Lafresnaye írták le 1837-ben, az Emberiza nembe Emberiza uropigyalis néven.

## Alfajai
- Sicalis uropigyalis connectens (Chapman, 1919)
- Sicalis uropigyalis sharpei (von Berlepsch & Stolzmann, 1894)
- Sicalis uropigyalis uropigyalis (d'Orbigny & Lafresnaye, 1837)[2]

## Előfordulása
Dél-Amerikában, Argentína, Bolívia, Chile és Peru területén honos. Természetes élőhelyei a  szubtrópusi és trópusi fűves puszták, sziklás környezetben. Állandó, nem vonuló faj.

## Megjelenése
Testtömege 14 gramm.

## Életmódja
Kevés az információ, valószínűleg magvakkal táplálkozik, de ízeltlábúakat is fogyaszt.

## Természetvédelmi helyzete
Az elterjedési területe nagyon nagy, egyedszáma pedig stabil. A Természetvédelmi Világszövetség Vörös listáján nem fenyegetett fajként szerepel.